# Ernst Moritz Arndt
Pour les articles homonymes, voir Moritz et Arndt.
Ernst Moritz Arndt, né le 26 décembre 1769 sur l'île alors suédoise de Rügen, mort le 29 janvier 1860 à Bonn, est un écrivain nationaliste et démocrate prussien, historien et député au Parlement de Francfort. 
En tant que publiciste et poète, il s'est principalement consacré à mobiliser ses concitoyens contre l'occupation des États allemands par les troupes de Napoléon Ier. C'est l'un des poètes les plus importants de l'époque des guerres de libération, d'où son nom de combattant de la liberté. 
Arndt a été diversement jugé : positivement comme patriote et négativement comme nationaliste et antisémite.

## Biographie

### Jeunesse et études

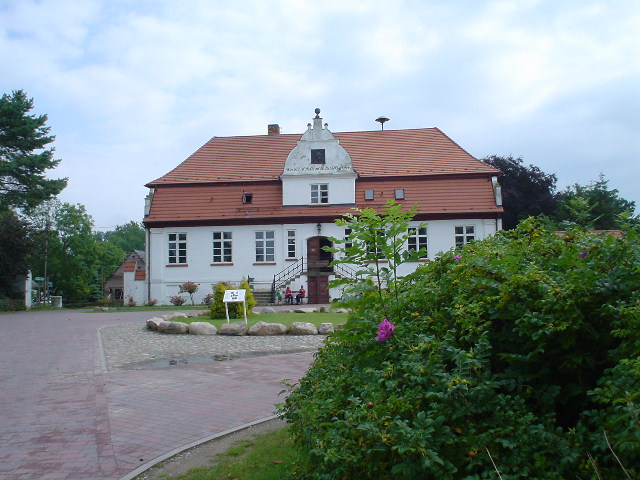
Maison natale d'Arndt

Arndt naît à Groß-Schoritz sur l'île de Rügen, en Poméranie suédoise, après la guerre de Sept Ans. Son père, Ludwig Arndt, avait racheté sa servitude au comte Malte Friedrich von Putbus (de) le 28 mars 1769 pour 80 talers et lorsque son fils naît, il travaille comme inspecteur sur les terres du comte. En 1776, Ludwig Arndt devient gérant de différents domaines sur l'île de Rügen. De février 1787 jusqu'en 1789, Ernst Moritz Arndt est envoyé par son père au lycée de l'abbaye Sainte-Catherine de Stralsund (de). Arndt s'installe dans une petite chambre d'une maison située actuellement au numéro 45 de la Mönschstraße, maison attribuée par la ville de Stralsund au directeur adjoint du Gymnasium, Adolf Friedrich Furchau. Aujourd'hui, la maison est utilisée par le Musée allemand de la mer (de) comme lieu de mémoire pour Hermann Burmeister.
À partir de 1788, Arndt entre en Prima (une des deux plus hautes classes d'une école supérieure dans le système civil) auprès du recteur Christian Heinrich Groskurd (de). À l'automne 1789, son succès aux examens est célébré publiquement. Cependant, l'apprentissage au Gymnasium n'a plus de sens pour Arndt et il quitte Stralsund pour Bentzin hors de la Poméranie suédoise. Après l'intervention de son père qui lui laisse le choix entre continuer ses études ou travailler dans le domaine familial de Löbnitz, Arndt retourne chez ses parents et y reste jusqu'à Pâques 1791 où il achève ses études au Gymnasium à distance. À partir de mai 1791, Arndt étudie à l'université de Greifswald (qui a porté son nom de 1933 au printemps 2018) puis par la suite à Iéna, où enseigne Fichte. Il étudie la théologie évangélique, l'histoire, la géographie, l'ethnologie mais également les langues et les sciences naturelles. Après une période comme précepteur auprès de Ludwig Gotthard Kosegarten (de), il entreprend en 1798 et 1799 un Grand Tour à travers l'Autriche, l'Italie du Nord, la France, l'actuelle Belgique et une partie de l'Allemagne du Nord. Il consigne ses impressions dans différents récits de voyage.

### Opposition au servage et à Napoléon
En 1800, il s'installe à Greifswald en tant que privat-docent d'histoire, et la même année il publie Über die Freiheit der alten Republiken (« Sur la liberté des Républiques antiques »). En 1803, paraît Germanien und Europa, un « bouillonnement », comme il disait, contre l'agression française. Suit Geschichte der Leibeigenschaft dans Pommern und Rügen, une histoire du servage en Poméranie et à Rügen, qui est si convaincante que le roi Gustave IV Adolphe de Suède abolit le servage en 1806.
En 1806, il est nommé à la chaire d'histoire de l'université. En cette année, il publie la première partie de Geist der Zeit (« L'Esprit du Temps »), dans lequel il défie Napoléon et appelle ses compatriotes à se soulever et à secouer le joug français. Si grande est l'excitation qu'Arndt est contraint de se réfugier en Suède pour échapper à la fureur de Napoléon. Il s'établit à Stockholm où il obtient un emploi et, sous une forme plus proche de son art, il communique son enthousiasme à ses compatriotes dans des brochures, des poèmes et des chansons. La mort héroïque de Ferdinand von Schill à Stralsund l'oblige à retourner en Allemagne et, sous le pseudonyme d'« Assmann, professeur de langues », il retourne à Berlin en décembre.
En 1810, il retourne à Greifswald, mais seulement pour quelques mois. Il entreprend de nouveaux voyages et rencontre les hommes remarquables de son temps, tels que les généraux Blucher et von Gneisenau, ou le baron vom Stein. En 1812, il est invité par ce dernier, exilé et devenu le chef de file du Comité pour les affaires à Saint-Pétersbourg, pour aider à l'organisation de la lutte contre la France. Il s'efforce, sans grand succès, d'attirer des volontaires vers la Légion russo-allemande contre les Français. Cependant, ses chansons patriotiques, comme Was ist des Deutschen Vaterland?, Der Gott, der Eisen wachsen liess et Was blasen Trompeten?, sont sur toutes les lèvres. Arndt est très favorable à la création de l'Urburschenschaft, qui veut dépasser les anciennes associations d'étudiants au profit d'une organisation nationale. Il est considéré, aux côtés de Jahn et des professeurs Jakob Friedrich Fries et Karl Wilhelm Stark (de) d'Iéna, comme l'un de leurs inspirateurs.
Lorsque, après la paix, l’université de Bonn est fondée en 1818, Arndt est nommé pour enseigner son Geist der Zeit, dans lequel il critique la politique réactionnaire des États allemands. La hardiesse de ses vues réformistes heurte le gouvernement prussien, et à l'été 1819, il est arrêté et ses papiers sont confisqués. Bien que rapidement libéré, il est traduit l'année suivante, à la demande de la Commission centrale d'enquête à Mayence, établie conformément aux décrets de Carlsbad, devant un tribunal spécialement constitué. Bien qu'il ne soit pas reconnu coupable, il lui est interdit d'exercer les fonctions de professeur, mais il est autorisé à conserver son traitement. Il passe les vingt années suivantes dans la retraite et l'activité littéraire.
En 1840, il est réintégré dans son poste de professeur et en 1841, il est élu recteur de l'université. La flambée révolutionnaire de 1848 a ravivé les anciens espoirs et les énergies du vénérable patriote, et il est l'un des députés à l'Assemblée de Francfort. Il fait partie de la députation qui offre la couronne d'empereur des Allemands à Frédéric-Guillaume IV et, indigné par le refus du roi de l'accepter, il se retire de la vie publique. Il continue à donner des conférences et à écrire avec fraîcheur et vigueur. Pour son 90e anniversaire, il reçoit des marques d'affection de toutes les parties de l'Allemagne.
Arndt a été marié deux fois : d'abord en 1800, sa femme meurt l'année suivante ; une seconde fois en 1817. Son plus jeune fils s'est noyé dans le Rhin en 1834. Il y a des monuments à sa mémoire à Schoritz, sa ville natale, à l'université de Greifswald et à Bonn, où il est enterré.

### Sentiments anti-français et antisémites

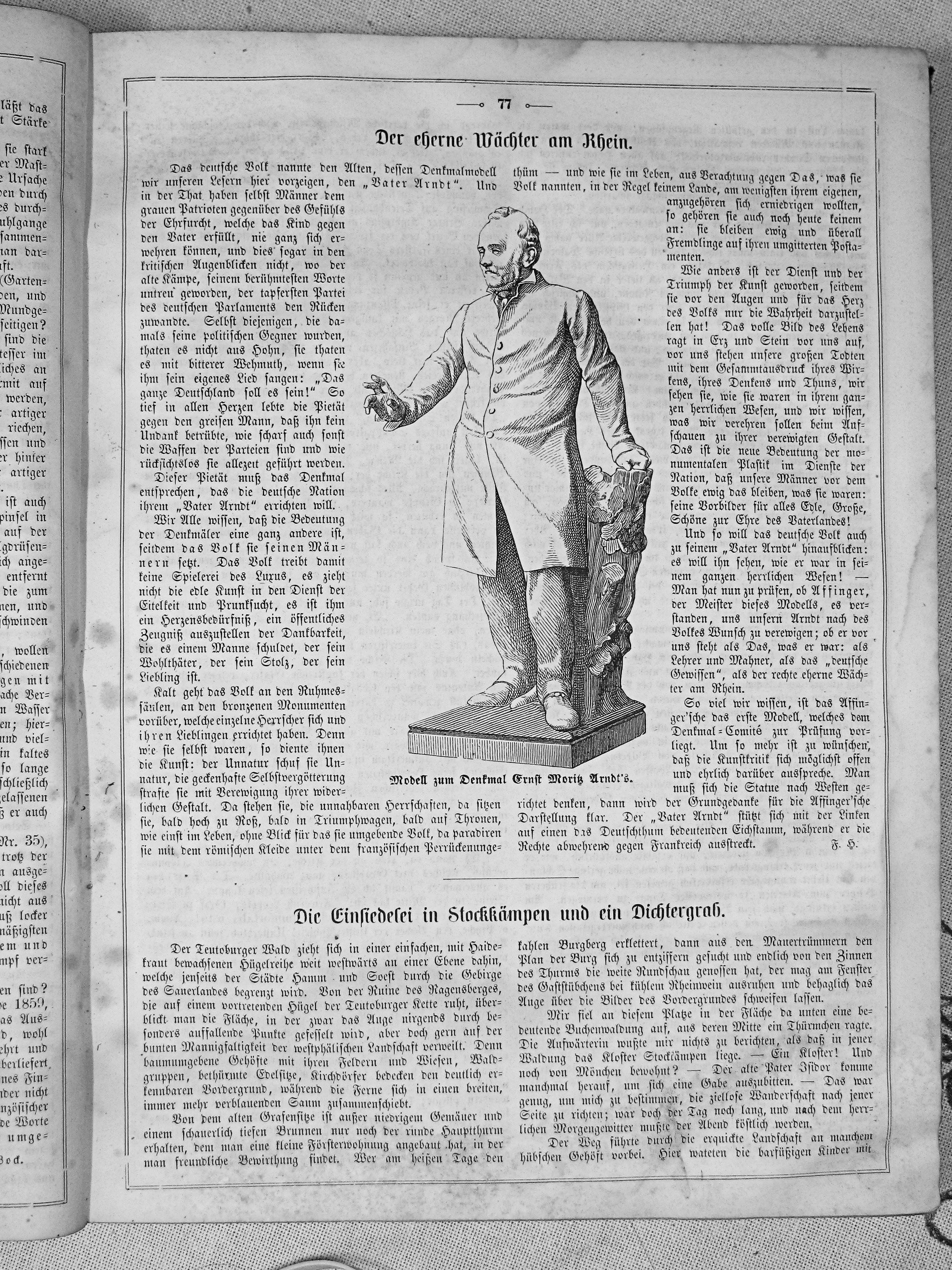
Der eherne Wächter am Rhein (« L'éternel guetteur sur le Rhin »), projet de monument en l'honneur d'Ernst Moritz Arndt, gravure du magazine allemand Die Gartenlaube, 1863

À l'origine partisan enthousiaste des idées de la Révolution française, Arndt se détourne d'elles lorsque le règne de la Terreur jacobine est devenu évident. Quand Napoléon commence à conquérir l'Europe, ce revirement s'est transformé en haine.
Comme Fichte et Jahn, Arndt voit dans la nation allemande une société d'origine homogène, en s'appuyant sur l'histoire des peuples germaniques et « teutoniques » du Moyen Âge. Pourtant, alors que ses écrits n'ont pas de programme politique spécifique, ils définissent des ennemis extérieurs. Bien que le mot liberté soit souvent cité, il a un sens flou, tout comme les notions de pays d'accueil et de nation. La liberté telle qu'Arndt l'envisage n'est pas celle d'une société moderne et pluraliste, mais une liberté d'une communauté protestante, archaïque et tribale. Les Français sont décrits par Arndt comme affaiblis, efféminés et moralement dépravés, alors qu'il fait l'éloge des vertus allemandes qui doivent être préservées.

« Les Allemands ne sont pas abâtardis par les nations étrangères, ils ne sont pas devenus des métis, ils sont restés, plus que beaucoup d'autres peuples, dans leur pureté innée et ont pu développer, à partir de cette pureté, leur art et leur nature, lentement et silencieusement (…) »

Ces idées conduisent Arndt à une critique sévère des Français face à l'occupation napoléonienne, pendant laquelle il incite les Allemands à la haine du peuple français : 

« Si je dis que je déteste la légèreté française, que je méprise la délicatesse française, que je n'aime pas la frivolité française je parle d'une faille, d'un défaut qui est commun à moi et à beaucoup de gens. De même, je peux dire que je déteste l'arrogance anglaise, la fragilité anglaise, l'insularité anglaise. Les propriétés ne sont pas en soi un vice, elles dépendent des gens qui les portent, avec peut-être de grandes vertus qui me manquent à moi et à mon peuple. Alors laissez-nous juste détester les Français, destructeurs de notre innocence, qui ramollissent et énervent notre vertu et notre force. »

Il met également en garde contre un contact trop étroit avec le judaïsme. Il estime certes que « la semence d'Abraham » n'est plus prédominante à la deuxième génération après la conversion au christianisme, mais met en garde contre les « milliers d'immigrés qui fuient la tyrannie russe, et le flot impur de l'Est, encore plus foisonnant de Pologne ». En outre, il prévient d'un complot juif intellectuel, prétendant que les Juifs avaient « usurpé » une bonne moitié de toute la littérature. Arndt associe haine des Français et antisémitisme, appelant les Français « le peuple juif (das Judenvolk) », ou « mauvais Juifs raffinés (verfeinerte schlechte Juden) » En 1815, il écrit à propos des Français: « Juifs. .. je les appelle à nouveau, non seulement pour leur pingrerie, leur avarice, mais encore plus en raison de leur solidarité juive. »
Pour l'historien allemand Heinrich August Winkler, en dépit de cette haine anti-française, les nationalistes allemands « primitifs » comme Arndt étaient « des transformateurs radicaux, à gauche dans le spectre politique de l’époque, plus proches des idées de 1789 que leur agitation anti-française ne pourrait le laisser penser ».

## Honneurs
L'astéroïde (16714) Arndt porte son nom.